# Mondo di notte oggi
Mondo di notte oggi è un film del 1976, diretto da Gianni Proia.